# Noboru Baba
Noboru Baba (馬場 のぼる, Baba Noboru), né le 18 octobre 1927 dans la préfecture d'Aomori et mort le 7 avril 2001, est un mangaka et illustrateur japonais, célèbre pour ses livres illustrés destinés aux enfants, notamment la série 11 Piki no Neko (en) (Onze Chatons).

## Biographie
Noboru Baba naît en 1927 dans la préfecture d'Aomori, au Japon. Durant son adolescence, il est mobilisé dans l'aviation militaire japonaise pendant la Seconde Guerre mondiale. Après la guerre, il exerce divers métiers, notamment la vente de pommes et l'enseignement de la menuiserie, avant de s'installer à Tokyo en 1949 pour poursuivre une carrière de mangaka.
Il fait ses débuts dans le monde du manga en collaborant avec des publications de l'époque, aux côtés d'autres artistes influents tels qu'Osamu Tezuka et Eiichi Fukui. Il se forge rapidement une réputation grâce à son style humoristique et expressif, qui lui vaut une place parmi les figures marquantes du manga des années 1950.
Dans les années 1960, il se tourne progressivement vers l'illustration de livres pour enfants, un domaine qui lui permet d'explorer son style graphique et narratif avec plus de liberté.

## Carrière
C’est à partir des années 1960 que sa carrière prend un tournant décisif, lorsqu’il se lance dans l’édition de livres illustrés pour enfants, sous l’impulsion de l’éditeur Koguma. Après Kitsune-mori no yamaotoko, en 1964, récompensé d’un Sankei Children’s Book Award, il a très vite l’idée des Onze Chatons (11 Piki no Neko), en s’inspirant d’une bande de chats voleurs développée dans sa période manga.
Le succès de Noboru Baba prend une ampleur nationale en 1968 avec la publication de 11 Piki no Neko (Onze Chats), qui devient rapidement un classique de la littérature jeunesse japonaise. Ce livre illustré, caractérisé par son humour et son dessin vif, reçoit le Sankei Children's Book Award et donne naissance à une série comptant plusieurs volumes, dont Onze Chatons et les Albatros, prix Bungeishunjü en 1973 — et le livre-objet Onze Chatons courent le marathon, de type emaki (semblable à un leporello), qui obtient une mention spéciale aux Bologna Ragazzi Awards.
Ses œuvres se distinguent par des personnages expressifs et des scénarios simples mais captivants, qui séduisent autant les enfants que les adultes. Il contribue ainsi à renouveler le genre du livre illustré au Japon.

## Héritage et influence
Les livres de Noboru Baba continuent d'être réédités et appréciés au Japon et à l'étranger. Son travail a inspiré plusieurs générations d'illustrateurs et de mangakas, en particulier dans le domaine de la littérature jeunesse. Des adaptations théâtrales et animées de ses œuvres ont également vu le jour, confirmant l'impact durable de ses créations.
En 2021, à l'occasion du 20e anniversaire de sa disparition, plusieurs expositions rétrospectives ont été organisées à travers le Japon pour célébrer son travail et son influence sur l'illustration jeunesse.

## Œuvres principales
- 1967 : 11 Piki no Neko (Onze Chats)
- 1972 : 11 Piki no Neko to Ahōdori (Onze Chats et l'Albatros)
- 1976 : 11 Piki no Neko to Būnyan (Onze Chats et Būnyan)
- 1982 : 11 Piki no Neko Maroniekī (Onze Chats et Maroniekī)
- 1985 : 11 Piki no Neko Fukuro no Mori (Onze Chats et la Forêt des hiboux)
- 1996 : 11 Piki no Neko Doronko (Onze Chats et la Boue)

## Récompenses
- 1967 : Prix Sankei Children's Book Award pour 11 Piki no Neko
- 1973 : Prix Bungeishunjū pour 11 Piki no Neko to Ahōdori